# Jo-Jo Reyes
Joseph Albert Reyes (né le 20 novembre 1984 à West Covina, Californie, États-Unis) est un lanceur gaucher de baseball.
Il joue dans les Ligues majeures de 2007 à 2011 et dans l'Organisation coréenne de baseball en 2013 et 2014. En 2015, il revient dans les majeures avec les Angels de Los Angeles. En 2016, il est sous contrat avec les Marlins de Miami.

## Carrière
Jo-Jo Reyes est un choix de deuxième ronde des Braves d'Atlanta en 2003. Il fait ses débuts dans les majeures pour les Braves le 7 juillet 2007. Il apparaît dans 11 parties, dont 10 comme lanceur partant, au cours de cette première saison, complétant l'année avec une fiche victoires-défaites de 2-2. Il inscrit sa première victoire en carrière le 9 septembre face aux Marlins de la Floride. Sa promotion dans les majeures est due à ses solides performances en ligue mineure, où il compile un dossier de 12 victoires et un revers avec une moyenne de points mérités de 2,72 en 19 départs en 2007.
En 2008, il fait partie de la rotation de lanceurs partants régulière des Braves. Il joue 23 matchs, dont 22 départs, mais ne remporte que 3 gains contre 11 défaites en plus d'afficher une moyenne de points mérités de 5,81.
Il perd ses deux décisions en 6 parties jouées pour Atlanta, dont 5 comme partant, au cours de la saison 2009. Il passe le reste de l'année en ligue mineure, où il fait beaucoup mieux avec une moyenne de points mérités de 2,86 pour les Braves de Gwinnett, le club-école de niveau AAA de l'équipe d'Atlanta.
Le 14 juillet 2010, Jo-Jo Reyes et l'arrêt-court Yunel Escobar sont échangés des Braves aux Blue Jays de Toronto en retour de l'arrêt-court Álex González et de deux joueurs des ligues mineures (l'avant-champ Tyler Pastornicky et le lanceur Tim Collins). Reyes n'évolue pas en Ligue majeure durant la deuxième moitié de la saison 2010 et se contente de jouer deux matchs en Ligues mineures sous les couleurs des New Hampshire Fisher Cats (AA).
Le 2 août 2011, il est réclamé au ballottage par les Orioles de Baltimore. Sa moyenne de points mérités s'élève à 6,16 en neuf parties (cinq départs et quatre présences en relève) pour les Orioles en 2011. Il termine donc l'année avec une fiche de 7-11 après avoir perdu trois de ses cinq décisions à Baltimore et une moyenne de 5,57.
Le 4 janvier 2012, il rejoint les Pirates de Pittsburgh, qui lui offrent un contrat des ligues mineures.
En 2013 et 2014, il évolue avec les SK Wyverns dans l'Organisation coréenne de baseball. En 43 matchs, dont 42 départs, en deux saisons, sa moyenne de points mérités s'élève à 5,37 en 251 manches et un tiers lancées, avec 10 victoires et 20 défaites.
En juillet 2014, Reyes revient aux États-Unis et signe un contrat avec les Phillies de Philadelphie, qui l'assignent à leur club-école de Lehigh Valley.
Reyes effectue un retour dans les majeures le 3 octobre 2015 avec les Angels de Los Angeles. Il n'effectue qu'un seul lancer mais reçoit la victoire pour les Angels face aux Rangers du Texas.
Le 22 janvier 2016, il signe un contrat avec les Marlins de Miami.

## Statistiques
| Saison | Équipe  | G  | GS | CG | SHO | V | D  | SV | IP    | SO  | ERA   |
| ------ | ------- | -- | -- | -- | --- | - | -- | -- | ----- | --- | ----- |
| 2007   | Atlanta | 11 | 10 | 0  | 0   | 2 | 2  | 0  | 2.2   | 27  | 6,22  |
| 2008   | Atlanta | 23 | 22 | 0  | 0   | 3 | 11 | 0  | 113.0 | 78  | 5,81  |
| 2009   | Atlanta | 6  | 5  | 0  | 0   | 0 | 2  | 0  | 27.0  | 21  | 7,00  |
| 2010   | Atlanta | 1  | 0  | 0  | 0   | 0 | 0  | 0  | 3.1   | 2   | 24,30 |
| Totaux | Totaux  | 41 | 37 | 0  | 0   | 5 | 15 | 0  | 194.0 | 128 | 6,40  |

Note : G = Matches joués ; GS = Matches comme lanceur partant ; CG = Matches complets ; SHO = Blanchissages ; 
V = Victoires ; D = Défaites ; SV = Sauvetages ; IP = Manches lancées ; SO = Retraits sur des prises ; ERA = Moyenne de points mérités.